# Politiehond

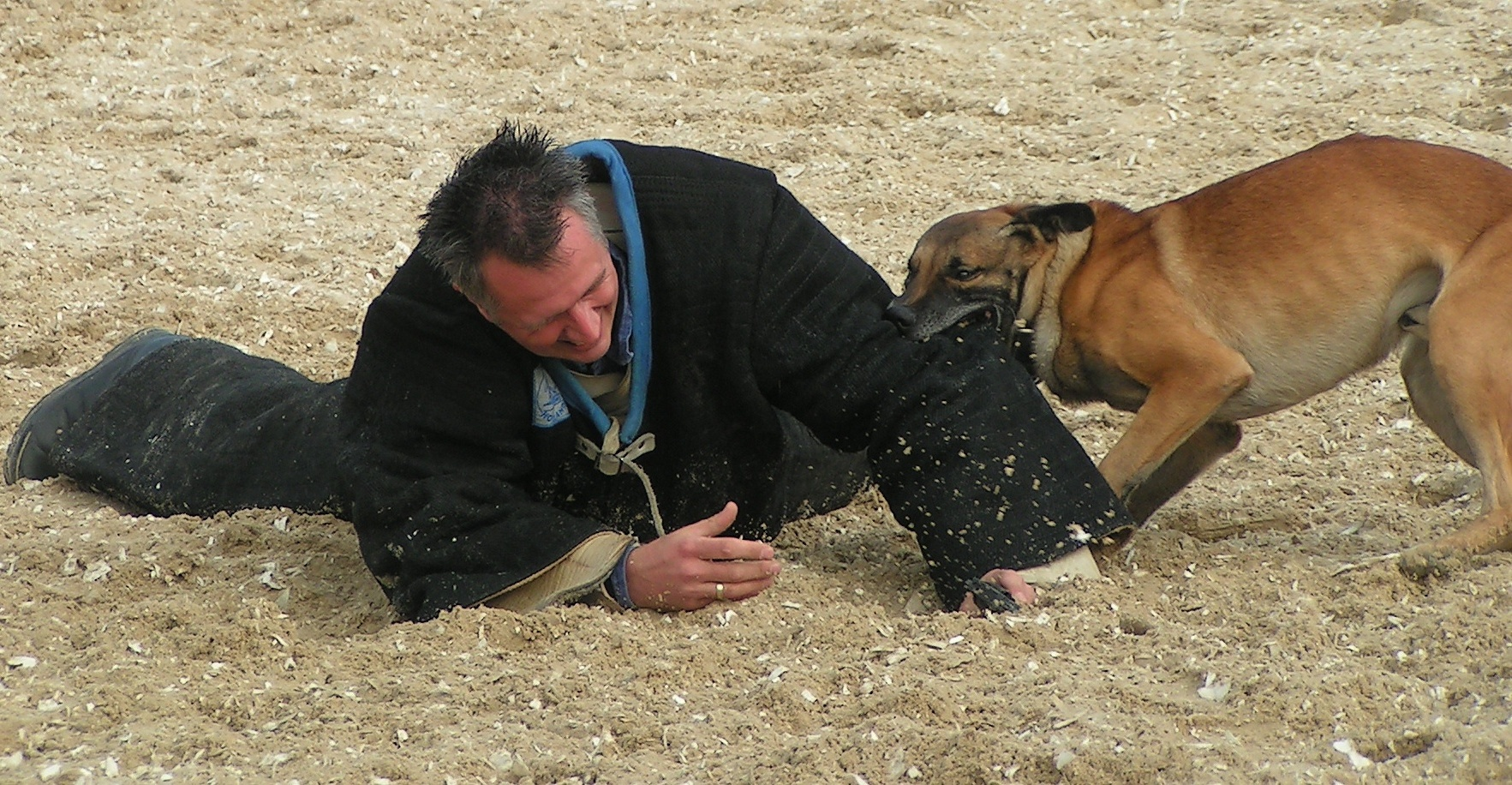
Demonstratie van een bewakingshond in actie. Vooral het op commando loslaten onderscheidt de goede politiehond.

Een politiehond is een dier dat door de politie gebruikt wordt bij het uitvoeren van politietaken zoals het opsporen van misdrijven en het handhaven van de openbare orde. Ook honden in dienst bij particuliere bewakingsdiensten worden soms aangeduid met de term politiehond; degenen die ermee werken worden aangeduid als hondengeleider.

## Geschiedenis
De Belgische hoofdcommissaris van Gent, Ernest Van Wesemael, is de geestelijk vader van de hondenbrigades. Eind 19de eeuw woonden er in Gent 170.000 mensen en beschikte de politie over 111 bewakers voor de nachtdienst. Omdat er geen geld voor meer mensen was, kreeg de commissaris in 1898 toestemming drie honden aan te schaffen. Het succes was snel duidelijk, en in 1910 had de politie van Gent dertig honden. Het korps werd een voorbeeld voor politiekorpsen in binnen- en buitenland. Ook buiten politiekorpsen kwam er meer aandacht voor het africhten van honden voor bewakingsfuncties.
In 1907 organiseerde de Kynologenclub in Breda haar eerste wedstrijd voor politiehonden. Hetzelfde jaar werd op initiatief van de heren Steijns, Herfkens en Kessler de eerste Nederlandse Politiehond-Vereniging (NPV) opgericht. De NPV-leden speelden een prominente rol in de eerste Nederlandse politiehondenbrigade. Deze brigade werd in 1908, onder commando van inspecteur Rothpetz in Den Haag opgericht. Kessler en Steijns werden belast met de dressuur van de honden. Waarom nu juist het Haagse korps als in Nederland een hondenbrigade oprichtte is niet bekend.

## Rassen
Vanwege de verschillen van een actief karakter als een groot reukvermogen worden vooral Duitse, Mechelse en Hollandse herders getraind als politiehond. Hoewel in principe ook honden van andere rassen geschikt zijn, wordt daar door de Nederlandse politie zelden mee gewerkt. Particuliere bewakingsdiensten werken wel vaker met andere rassen.

## Specialisaties
Er wordt verschil gemaakt tussen bewakingshonden, speurhonden en honden ten behoeve van een aanhouding en ondersteuningsteam (AOT), de AOT-honden.

### Bewakingshonden
Bewakingshonden assisteren bij de dagelijkse bewaking of bij het optreden van de Mobiele Eenheid. Politiehonden zijn afgericht om agressief te reageren op commando. Voordat de honden worden getraind worden ze uitgebreid op karakter getest waarbij kalmte en betrouwbaarheid belangrijke eigenschappen zijn. Na hun training behoren ze alleen te doen wat hun begeleider ze opdraagt.

### Speurhonden
Speurhonden zijn te onderscheiden in dieren die zijn afgericht in het herkennen van geuren. Er zijn honden die aanslaan op menselijke geur, drugs, explosieven of brandversnellers.
Speurhonden hebben elk hun specialiteit en kunnen niet zomaar voor het herkennen van andere geuren worden ingezet. Speurhonden voor menselijke geur worden veel ingezet bij het oplossen van misdrijven. Geuridentificatie door honden wordt door het Openbaar Ministerie vanaf 2011 niet meer als bewijsmiddel gezien. Er zijn ook honden speciaal afgericht op herkennen van lijkengeur. Voor drugs- en veiligheidscontroles worden speurhonden drugs en speurhonden explosieven gebruikt.

### Aanhoudingshonden
AOT-honden behoren tot een aanhoudings- en ondersteuningsteam. Ze worden gebruikt bij het arresteren van verdachten met waarschijnlijk een vuurwapen. Ze worden ingezet in een gebouw of op een terrein waar, afgezien van het arrestatieteam en de verdachten, geen andere personen aanwezig zijn. Ze zijn erop getraind om geen geluid te maken en, na losgelaten te zijn, personen te zoeken en te bijten.

## Koninklijke Nederlandse Politiehond Vereniging
De Koninklijke Nederlandse Politiehond Vereniging (KNPV) is op 28 november 1907 in Roosendaal opgericht als de Nederlandse Politiehonden Vereniging (NPV). Sinds 28 februari 1912 heeft de vereniging het predicaat Koninklijk. De vereniging is gevestigd in Den Haag.
Via de KNPV kunnen honden verschillende certificaten halen:
- PH I (Politiehond I)
- PH II (Politiehond II)
- Object Bewakingshond
- Speur- en Sorteerhond
- Reddingshond
- Basiscertificaat (sinds 2001)

De KNPV kwam eind 2020 in opspraak vanwege het vermeende mishandelen van politiehonden tijdens de training.